# Legendarna Taczanka
Legendarna Taczanka (ukr. Легендарна тачанка) – pomnik w Kachowce na Ukrainie, przedstawiający taczankę.

## Historia i opis
Pomnik powstał dla upamiętnienia zwycięskiej kampanii Armii Czerwonej przeciwko Białym, zakończonej ich rozbiciem na Krymie, rozwijanej w regionie mikołajowskim i chersońskim, w tym walk pod Kachowką trwających między sierpniem a październikiem 1920 roku. Koncepcja budowy monumentu powstała w latach 50. XX wieku. Od 1956 roku w muzeum w Kachowce znajdowała się makieta, która okazała się następnie pierwowzorem pomnika. Monument został wykonany w Leningradzie przez rzeźbiarzy Ł. Rodionowa i J. Łochowinina (pomysłodawcę obiektu) oraz architekta E. Połtackiego (Połtorackiego). Rzeźba jest eksponowana na specjalnie przygotowanym kurhanie w stepie w granicach Kachowki, w pobliżu miejsca, gdzie podczas bitwy pod Kachowką znajdowało się stanowisko dowodzenia Wasilija Blüchera, dowódcy 51 dywizji strzeleckiej Armii Czerwonej. Jego uroczyste odsłonięcie miało miejsce 27 października 1967 roku. Wzięli w nim udział uczestnicy bitwy pod Kachowką w czasie rosyjskiej wojny domowej – marszałek Andriej Jeriomienko i generał Konstantin Tielegin.
Pomnik odlany jest z brązu i waży ponad 60 ton. W pozyskaniu surowca dla jego odlania wsparł lokalne władze marszałek Siemion Budionny. Przedstawia taczankę z ciężkim karabinem maszynowym, z trzyosobową załogą, zaprzęgniętą w czwórkę koni. Ponieważ taczanki Armii Czerwonej w czasie rosyjskiej wojny domowej z reguły były zaprzęgane w trzy konie, według popularnej wersji modelem dla pomnika była taczanka wykorzystywana przez oddziały Nestora Machny. Architekt projektujący pomnik tłumaczył jednak, iż wprowadzając cztery konie pragnął nawiązać do starożytnych rzymskich pomników wojowników na rydwanach. Ponadto, w celu zwiększenia dynamiki rzeźby, kierujący taczanką czerwonoarmista nie ma w rękach lejców, chociaż wykonuje gest sugerujący kierowanie końmi. Pomnik celowo ustawiono w pewnym oddaleniu od drogi, by idący do niego musieli poruszać się przez step.
Po rozpadzie ZSRR miejscowe władze zaprzestały finansowania konserwacji pomnika, niejednokrotnie padał on ofiarą wandalizmów. Dopiero w 2006 roku poinformowano o planach objęcia go pracami konserwatorskimi.